# Rothemühl
Rothemühl er en by og kommune i det nordøstlige Tyskland, beliggende i Amt Torgelow-Ferdinandshof i den sydøstlige del af Landkreis Vorpommern-Greifswald. Landkreis Vorpommern-Greifswald ligger i delstaten Mecklenburg-Vorpommern.

## Geografi
Rothemühl er beliggende 13 kilometer sydvest for Torgelow ved den sydvestlige ende af Ueckermünder Heide og syd for Friedländer Große Wiese i et fladt område. Umiddelbart syd for kommunen hæver Schanzenberg i randmorænen Brohmer Berge sig op til en højde på 125 moh.
I kommunen ligger ud over hovedbyen Rothemühl, bebyggelserne Ausbau og Nettelgrund. Nabobyer og bebyggelser er, mod nord Mühlenhof, Eichhof og Herrnkamp mod nordøst, Jatznick, Ausbau og Nettelgrund mod sydøst, Burgwall, Klepelshagen og Neuensund mod sydøst, Gehren mod vest samt Heinrichswalde mod nordvest.

## Eksterne kilder og henvisninger
- Wikimedia Commons har flere filer relateret til Rothemühl
- Kommunens websted
- Befolkningsstatistik mm (Webside ikke længere tilgængelig)